# Journal of Animal and Feed Sciences
Journal of Animal and Feed Sciences is een internationaal, aan collegiale toetsing onderworpen wetenschappelijk tijdschrift op het gebied van de veeteelt. De naam wordt in literatuurverwijzingen meestal afgekort tot J. Anim. Feed Sci. Het wordt uitgegeven door het Kielanowski Institute of Animal Physiology and Nutrition en verschijnt 4 keer per jaar.